# Ota Koval
Ota Koval (* 11. April 1931 in Dobřany, Tschechoslowakei; † 14. August 1991 in Prag) war ein tschechoslowakischer Filmregisseur.

## Leben
Koval studierte Regie an der FAMU und begann Ende der 1960er-Jahre in den Filmstudios Barrandov als Regieassistent, Regisseur und Drehbuchautor zu arbeiten. Zusammen mit Věra Plívová-Šimková gehörte er in den 1970er- und 1980er-Jahren zu den renommierten Kinderfilmregisseuren des Filmstudios.
Zu seinen ersten Kinderfilmen zählte die Komödie Lucie und die Wunder. Der Märchenfilm Der Katzenprinz war eine Co-Produktion mit der DEFA, DDR. Koval blieb dem Kinderfilm bis kurz vor seinem Tod treu. Zu seinen Entdeckungen zählen die Kinderdarsteller Žaneta Fuchsová und Filip Renč, die er in seinen Filmen besetzte.

## Filmografie
- 1963: Bylo nás deset
- 1964: Místo v houfu
- 1965: Souhvězdí panny
- 1965: Der fünfte Reiter ist die Angst (…a páty jezdec je strach) – als Drehbuchautor
- 1966: Transit Carlsbad
- 1967: Das Haus der verlorenen Seelen (Dům ztracených duší) – als Regieassistent
- 1968: Červená kůlna
- 1968: Malé letní blues – als Regieassistent
- 1970: Valerie – Eine Woche voller Wunder (Valerie a týden divů) – als Regieassistent
- 1970: Lucie und die Wunder (Lucie a zázraky)
- 1973: Wir drei und der Hund aus Petipsy (My tři a pes z Pětipes)
- 1974: Das Gefolge der schwarzen Feder (Družina černého pera)[1]
- 1977: Jakub
- 1978: Ich will nichts hören (Nechci nic slyšet) – auch Drehbuchautor
- 1979: Der Katzenprinz (Kočičí princ) – auch Drehbuchautor
- 1979: Julek
- 1981: Ein Klecks ins Märchen (Kaňka do pohádky) – auch Drehbuchautor
- 1983: Das Blaue vom Himmel (Modré z nebe)
- 1986: Spiele für mäßig Fortgeschrittene (Hry pro mírně pokročilé)
- 1990: Uf – oni jsou tady – auch Drehbuchautor
- 1990: Panenka s porcelánovou hlavičkou (TV)